# Список акронімів української мови (Ю)
Список акронімів української мови, які починаються з літери «Ю»:
- ЮНА — Югославська Народна Армія
- ЮНЕЙДС (англ. UNAIDS: Joint United Nations Programme on HIV/AIDS+) — Об'єднана програма Організації Об'єднаних Націй з ВІЛ/СНІД
- ЮНЕП (англ. UNEP: United Nations Environment Programme) — Програма ООН з довкілля
- ЮНЕСКО (англ. UNESCO: United Nations Educational, Scientific and Cultural Organization) — Організація Об'єднаних Націй з питань освіти, науки і культури
- ЮНІДО (англ. UNIDO: United Nations Industrial Development Organization) — Організація Об'єднаних Націй з промислового розвитку
- ЮНІСЕФ (англ. UNICEF: United Nations Children's Fund) — Дитячий фонд ООН
- ЮНІФЕМ (англ. UNIFEM: United Nations Development Fund for Women, United Nations Female) — Жіночий Фонд Організації Об'єднаних Націй
- ЮНКТАД (англ. UNCTAD: United Nations Conference on Trade and Development) — Конференція ООН з торгівлі та розвитку
- ЮРА — Ювенільний ревматоїдний артрит
- ЯМР — Ядерний магнітний резонанс
- ЯНАО — Ямало-Ненецький автономний округ